# Waldau-Theater
Das Waldau-Theater im Bremer Stadtteil Walle ist ein privates Theater mit über 500 Sitzplätzen. Ursprünglich war es das Haus der Theatergruppe „Niederdeutsche Bühne Bremen“. Die Gruppe war die erste in Bremen, die nach dem Zweiten Weltkrieg wieder über ein eigenes Haus und eine für damalige Verhältnisse moderne Bühne verfügte. Heute beherbergt das Traditionshaus die Bremer Musical Company, die das Theater mit eigenen Stücken bespielt, aber die Bühne auch für Fremdproduktionen öffnet.

## Die ersten Jahre (1928–1944)
Als Geburtsjahr des Waldau Theaters kann man das Jahr 1928 sehen. In diesem Jahr gründete eine kleine Gruppe von sechs Theaterbegeisterten den Gröpelinger Theaterverein als hochdeutsches Amateurtheater. Unter den Gründungsmitgliedern befand sich auch der spätere Namensgeber des Hauses: Ernst Waldau.
Bereits 1930, der Theaterverein nannte sich inzwischen Bremer Volksspielkunst-Gemeinschaft, verfügte die Gruppe über 160 aktive Mitglieder. Spielort dieser Gruppe war das „Kaffeehaus Gröpelingen“. 1931 zog die Gemeinschaft in das größere „Café zur Post“ im benachbarten Walle um. Im darauf folgenden Jahr entstand die Waller Speeldeel als Untergruppe in der Volksspielkunst-Gemeinschaft. Die Waller Speeldeel führte, im Gegensatz zur Hauptgruppe, Stücke in niederdeutscher Sprache auf. 1933 wurden in der gesamten Gruppe die hochdeutschen Stücke zunehmend durch niederdeutsche ersetzt. Das Theater zog erneut um, diesmal in das „Café Lehmkuhl“, welches sich ebenfalls in Walle befand. 1939 wurde die Schauspiel-Gemeinschaft in den Niederdeutschen Bühnenbund aufgenommen und in „Niederdeutsche Bühne Bremen“ umbenannt. Die Stücke der Niederdeutschen Bühne liefen nun komplett in niederdeutscher Sprache.
1940 schloss sich mit der Hemelinger Speeldeel eine weitere Theatergruppe aus Bremen der Niederdeutschen Bühne Bremen an. Die neu formatierte Gruppe trat im gesamten norddeutschen Raum auf. Durch die Qualität der Stücke und die ungeheure Popularität der Schauspieler im Bremer Raum gelangte die Niederdeutsche Bühne Bremen zu einigen Engagements im Bremer Staatstheater und dem Schauspielhaus. 1944 kam es dann zum ersten Tiefpunkt in der Geschichte des Niederdeutschen Theaters Bremen: Im Rahmen der totalen Mobilmachung der Nazis wurde die Schließung des Theaters angeordnet. Bei Bombenangriffen auf das Bremer Hafengebiet ging der gesamte Dekorationsfundus des Theaters verloren.

## Nach dem Krieg (1945–1950)
Im Laufe des Winters 1945/46 kristallisierte sich immer mehr heraus, dass die „Niederdeutsche Bühne Bremen“ wieder ein eigenes Haus brauchte, in dem sie auftreten konnte. Die Planung und Organisation für den Bau übernahm der gelernte Bauingenieur und Gründungsmitglied der Gruppe, Ernst Waldau. Die Materialien für den Bau des Theaters wurden aus zerstörten Gebäuden besorgt. Die Grundsteinlegung für das Gebäude des Niederdeutschen Theaters war am 4. April 1946. Das Ensemble sammelte insgesamt über 18.000 Steine für den Bau des neuen Theatergebäudes an der Waller Heerstraße. Das erste Gestühl bestand aus Dural-Flugzeugblechen, die Ernst Waldau von der Firma Focke-Achgelis in Lemwerder organisiert hatte.
Am 10. Mai 1946 erteilte Captain Alex Saron im Namen der amerikanischen Militärregierung eine Spiellizenz für die Theatergruppe unter der Leitung von Walter Ernst. Die Niederdeutsche Bühne trat zunächst in Schulen, Turnhallen und im Decla-Theater (einem Kino) auf. Großen Erfolg hatte die Gruppe mit einem Stück des Oldenburgischen Schriftstellers August Hinrichs. Sein Stück „Swienskomödi: Een Buernstück in dre Ennens“ („Schweinskomödie: Ein Bauernstück in drei Akten“) sorgte regelmäßig für ausverkaufte Spielstätten.
Im November 1947 erfolgte die Einweihung der eigenen Spielstätte der sich inzwischen in Niederdeutsches Theater e. V. umbenannten Gruppe mit dem Stück „De ruge Hoff“ von Fritz Stavenhagen. Die Theaterleitung hatte Ernst Waldau übernommen. Das Auditorium der Spielstätte fasste 550 Zuschauer. Dennoch waren diese Kapazitäten nicht ausreichend, so dass es wegen des großen Publikumansturmes neben den täglichen Vorstellungen oftmals zu Sonder- und Spätvorstellungen kam. In der Spielzeit 1947/48 öffnete sich der Vorhang für insgesamt 973 Vorstellungen vor über 400.000 Zuschauern.

## Erste Umbauten des Theaters und große Erfolge (1951–1960)
In der Vorweihnachtszeit 1951 wurde im Niederdeutschen Theater, wie das Theatergebäude nun hieß, zum ersten Mal Kindertheater aufgeführt. Seitdem freuen sich Kinder aus ganz Bremen jedes Jahr auf das traditionelle Weihnachtsmärchen.
Schon sieben Jahre nach Eröffnung des Theaterbaus erfolgte der erste umfassende Umbau des Hauses. Nach Abschluss der Bauarbeiten wurde unter anderem das Theaterrestaurant eröffnet. Kurz darauf erhielt die Truppe ihre erste staatliche Förderung für „den Erhalt und die Förderung von niederdeutscher Sprache und Brauchtum“, so die damalige offizielle Erklärung.
Im Jahre 1959 fuhr das Theater auf Einladung des Plattdeutschen Volksvereins New York nach Übersee. Die Vorstellungen in New York fanden vor ausverkauften Sälen mit „Wenn de Hahn kreit“ („Wenn der Hahn kräht“) von August Hinrichs, „Familienanschluß“ von Karl Bunje und „Komödienspeel“ (Komödienspiel) von Hans Balzer statt. Den Abschluss der Tournee bildete ein Empfang beim damaligen Vizepräsidenten der Vereinigten Staaten Richard Nixon. Ebenfalls in diesem Jahr eröffnete die hauseigene Schauspielschule und ein erneuter Anbau schuf Platz für ein modernes Bühnen- und Nebenbühnenhaus mit Werkstätten, Malersaal und Künstlergarderoben sowie einem neuen Seitenfoyer.

## Das Theater wächst weiter (1961–1980)
Ähnlich wie schon beim Ohnsorg-Theater in Hamburg 1954 zog 1963 auch in das Niederdeutsche Theater Bremen das Fernsehen ein. Von nun an gab es zahlreiche Aufzeichnungen von Aufführungen für das Erste Deutsche Fernsehen. Das Haus erhielt neben einem eigenen Regieraum auch Standorte für die Kameras. Im Zuge des Engagements für das Fernsehen kam es 1966 zu weiteren Um- und Anbauten, es wurden unter anderem eine moderne Beleuchtungsanlage und eine Probebühne errichtet. Das 40-jährige Bestehen des Theaters wurde 1968 mit einem großen Fest gefeiert, bei dem der Publikumsliebling Ernst Waldau das Bundesverdienstkreuz 1. Klasse verliehen bekam.
Sechs Jahre nach den letzten großen Umbauten wurde in den Jahren 1972/73 der Südostflügel des Gebäudes für Verwaltung, Technik und eine Werbeabteilung ausgebaut. Des Weiteren wurden die Foyerausgänge zu den oberen Räumen vergrößert und der Westanbau ergänzt. Ab 1974 wurden erstmals Theaterstücke für Kinder auch außerhalb der Weihnachtszeit aufgeführt. Das erste Kinderstück dieser Art „Rasmus und der Landstreicher“ von Astrid Lindgren hatte im Mai Premiere. Am 8. Mai 1976 werden an 20 Mitglieder des Niederdeutschen Theaters Bremen Auszeichnungen durch den Bühnenbund Niedersachsen verliehen. Fünf von ihnen wurden für ihre 40-jährige Mitarbeit und die restlichen 15 für ihre 25-jährige Mitarbeit geehrt. Die Erweiterung des linken Seitenfoyers wird zu Beginn der Spielzeit 1976/77 fertiggestellt. Im Jahre 1979 legte der langjährige Intendant des Theaters, Ernst Waldau, sein Amt aus gesundheitlichen Gründen nieder. Sein Nachfolger wurde Walter Ernst.

## Weitere Erfolge und der Untergang (1981–2005)
Am 20. April 1982 starb das Gründungsmitglied der Niederdeutschen Bühne Bremen Ernst Waldau im Alter von 78 Jahren. Zu seinem 80. Geburtstag wurde das Theater ihm zu Ehren 1984 in Ernst-Waldau-Theater umbenannt. 1986 legte Walter Ernst sein Amt als Intendant nach sieben Jahren nieder. An seiner Stelle übernahm Ingrid Waldau-Andersen die Geschicke des Ernst-Waldau-Theater. Mit dem Eintrag in das Handelsregister 1992 lautete der offizielle Name des Theaters: „Niederdeutsches Ernst-Waldau-Theater gem.GmbH“. Zur neu anlaufenden Spielzeit 1993/94 wurde das „Samstag-Star-Abo“ im Theater eingeführt. Zwei Jahre später wurde Michael Derda neuer Intendant und Geschäftsführer des Theaters. Mit seinen Inszenierungen setzte er neue Akzente im Spielplan und etablierte die beliebten Boulevardkomödien im freien Verkauf. Zum fünften Jubiläum des Samstag-Star-Abos 1998 wurden unter anderem Walter Giller, Johanna von Koczian, Claus Biederstaedt, Wolfgang Spier und Bill Mockridge als Gäste erwartet.
Im November desselben Jahres kam es zu einem verheerenden Brand auf der Hinterbühne des Theaters, der den Spielbetrieb für fast zwei Monate lahmlegte. Damit die Kinder nicht auf ihr Weihnachtsmärchen verzichten mussten, wurde die Aufführung des Stücks Schneewittchen und die sieben Zwerge während dieser Zeit in die Messehalle 4.1 auf der Bremer Bürgerweide verlegt. Unter der Schirmherrschaft des damaligen Bremer Bürgermeisters Dr. Henning Scherf kam es zu einem Spendenaufruf zum Wiederaufbau des Theaters. Bereits zum darauffolgenden Silvesterabend konnte auf der Bühne wieder Theater gespielt werden.
Anlässlich des 250. Jahrestages der Geburt Johann Wolfgang von Goethes und dem damit verbundenen Goethe-Jahr 1999 führte das Waldau Theater den Klassiker Faust in einer zweisprachigen Fassung (hoch- und niederdeutsch) auf.
Mit The Rocky Horror Show von Richard O’Brien stand im darauf folgenden Jahr erstmals ein Musical auf dem neuen Spielplan. Auch die „Bremer Musical Company“ stand in diesem Jahr zum ersten Mal auf der Bühne des Ernst-Waldau-Theaters. Die Eigenproduktion des Stückes Träume feierte auf dieser Bühne ihre Uraufführung. Das Publikum war von den Musical-Darbietungen begeistert, dennoch stand das Theater vor der Zahlungsunfähigkeit. In Zusammenarbeit mit der Kulturmanagement-Bremen (KMB) wurde ein Sanierungskonzept entwickelt, das den Fortbestand des Hauses vorerst sicherte. Im Laufe dieses Konzeptes entstand das „Boulevard-Star-Abo“, eine Kombination aus anspruchsvollen Gastspielprogrammen, wie Musicals und Kabarett, sowie eigenen Boulevardkomödien. Aber alle Erfolge und öffentlichen Zuschüsse bewahrten das Haus nicht vor Problemen, die am Ende in die Insolvenz führten: 2004 fiel im Waldau-Theater der vorerst letzte Vorhang. Kurze Zeit später übernahmen die beiden ehemaligen Waldau-Schauspieler Susanne und Klaus Marth die Leitung des Hauses unter dem Namen „Marths im Waldau“. Doch ohne staatliche Zuschüsse konnten auch sie das Theater nicht am Leben erhalten. Im November und Dezember 2005 nutzte das Bremer Theater die Bühne des Waldau Theaters, um ihre Weihnachtsmärchen zu spielen.

## Ein neuer Anfang (2006–2011)
Am 1. Januar 2006 wurde das Gebäude des Waldau-Theaters von Thomas Blaeschke, dem Intendanten der 1997 gegründeten Bremer Musical Company, gekauft. Mit ihm wurde ein neuer Besitzer gefunden, der das Theater mit seiner Gruppe wieder erfolgreich bespielte. Außerdem hat er mit der European Musical Academy (EUMAC) eine private und staatlich anerkannte Schule zur Ausbildung zum Musicaldarsteller in das Haus integriert. Auf dem Spielplan des „Waldau Theater – Theater der Kulturen“ standen neben den Musicals der Company auch weiterhin Boulevardkomödien, Klassiker und aktuelle Komödien niederdeutscher Autoren. Die Tradition der Weihnachtsmärchen wurde ebenfalls, jetzt als Weihnachtsmusicals, unter dem neuen Betreiber fortgeführt. Von März 2006 bis Mai 2008 übernahm Christopher Kotoucek, ein in Wien geborener Schauspieler, die Leitung und Erweiterung des Waldau-Theaters sowie dessen künstlerische Gestaltung.
Im Oktober 2009 gab Thomas Blaeschke zu, dass das Theater immer noch Schulden in sechsstelliger Höhe habe. Auch sei die Zahl der Zuschauer wieder rückläufig. Insofern könne, so die taz, keine Rede davon sein, dass die Insolvenzgefahr für das Waldau-Theater endgültig abgewendet sei.
Am 1. Juni 2011 ist die „Waldau Theater - Theater der Kulturen gemeinnützige GmbH“ in Konkurs gegangen. Das Gebäude des Waldau Theaters wird aber weiterhin für kulturelle Veranstaltungen genutzt.